# Tinto Brass

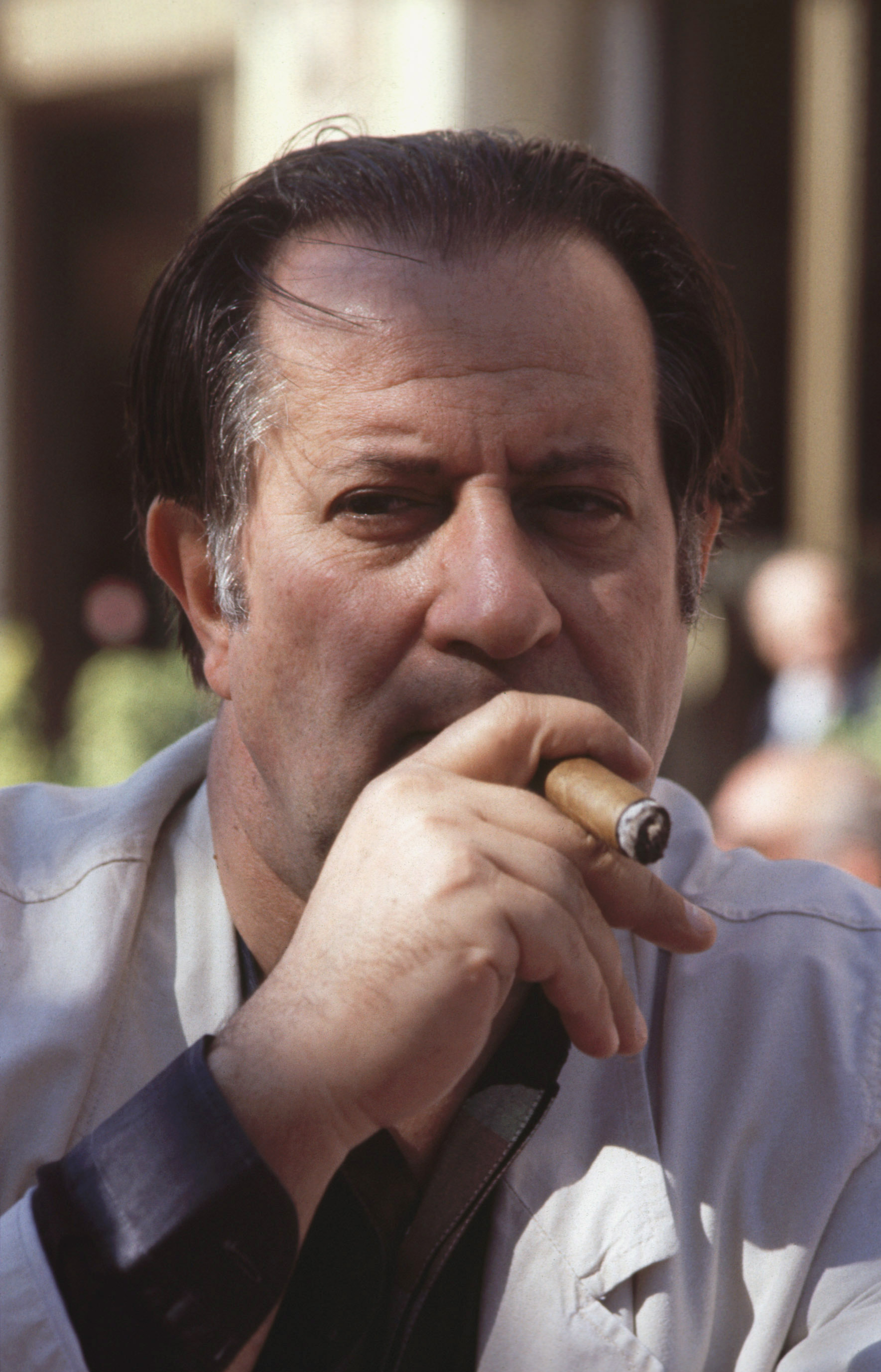
Tinto Brass, 1990

Tinto Brass (bürgerlich Giovanni Brass, * 26. März 1933 in Mailand) ist ein italienischer Filmregisseur und Drehbuchautor.

## Leben

### Filmkarriere
Brass arbeitete und studierte Ende der 1950er-Jahre an der Cinémathèque française und wurde anschließend Regieassistent Roberto Rossellinis. Seine ersten eigenen Werke, die er – wie die meisten Filme seiner Karriere – auch selbst schnitt, sind deutlich von den neuen Formen des europäischen Kinos der damaligen Zeit geprägt; erkennbar der Wille zur Provokation. So feiert sein autobiografisch geprägter Erstling Chi lavora è perduto den Anarchismus, spielt Brass mit Formen und Konventionen im Italowestern Yankee, mit Popart-Elementen in Ich bin wie ich bin sowie mit Mitteln des Surrealismus in Nerosubianco sowie L’urlo.
Brass galt in den 1960er und frühen 1970er Jahren als vielversprechender Experimental- und Avantgarderegisseur und wurde zum Teil als „Antonioni der 70er“ bezeichnet. 1964 beauftragte ihn Umberto Eco, zwei Filme für die Triennale di Milano zu schaffen, die Brass frei gestaltete und welche mit Symbolen und Filmsprache experimentieren. In Zusammenarbeit mit Guido Crepax, der Storyboards sowie im Film eingeblendete Comics entwarf, entstand 1967 Ich bin wie ich bin, dessen Ästhetik als besonders innovativ und experimentell gesehen wurde. 1968 bot Paramount Pictures Brass an, bei Uhrwerk Orange Regie zu führen, was jedoch aus terminlichen Gründen nicht zu Stande kam. L'Urlo lief 1970 auf der Berlinale, La Vacanza (mit Vanessa Redgrave und Franco Nero in den Hauptrollen) gewann 1971 auf dem Venedig Film Festival den Preis der Filmkritiker als bester Italienischer Film. 1972 war Tinto Brass Jurymitglied bei der Berlinale.
Nach Salon Kitty (1976) und vor allem Caligula (1979) änderte sich sein Filmstil. Caligula – geplant als provokante Satire über Machtstrukturen – wurde gegen Brass’ Willen vom Produzenten in Abwesenheit von Brass stark um- bzw. größtenteils neu geschnitten. Dabei wurden zahlreiche satirisch gemeinte Szenen entfernt oder stark verändert sowie pornographische Szenen, die ohne Wissen von Brass gedreht worden waren, eingefügt, wodurch der fertige, ohne Brass geschnittene Film eher als pornographisches Drama einzuordnen ist. Brass versuchte vergebens, vor Gericht das Erscheinen dieser Fassung zu verhindern, konnte jedoch durchsetzen, nicht als Regisseur des Films genannt zu werden.
Nach Caligula drehte Brass selbst finanziert die surrealistische Satire Action (1980), die stilistisch an seine früheren Filme anknüpfte, jedoch kein kommerzieller Erfolg wurde. Nach dem Erscheinen von Caligula kennzeichneten die folgenden Filme Brass mehr und mehr als Erotikfilmer. Immer wiederkehrende Merkmale seiner Werke seit 1983 sind Darstellerinnen mit großen Oberweiten, ausladenden Gesäßen und üppiger Achsel- und Schambehaarung sowie Requisiten wie Spiegel. Gefragt nach seinen Filmen ab 1983 tätigte Brass folgende, nicht ganz ernst gemeinte Aussage, „Frauen betrügen und lügen, ihre Gesichter sind Masken. Ihre Hintern lügen jedoch nicht, am Hintern ist die Seele eines Menschen ersichtlich.“ Viele der späten Filme von Brass stehen oder standen auf Grund ihrer Nähe zur Pornografie in Deutschland auf dem Index.

### Privates

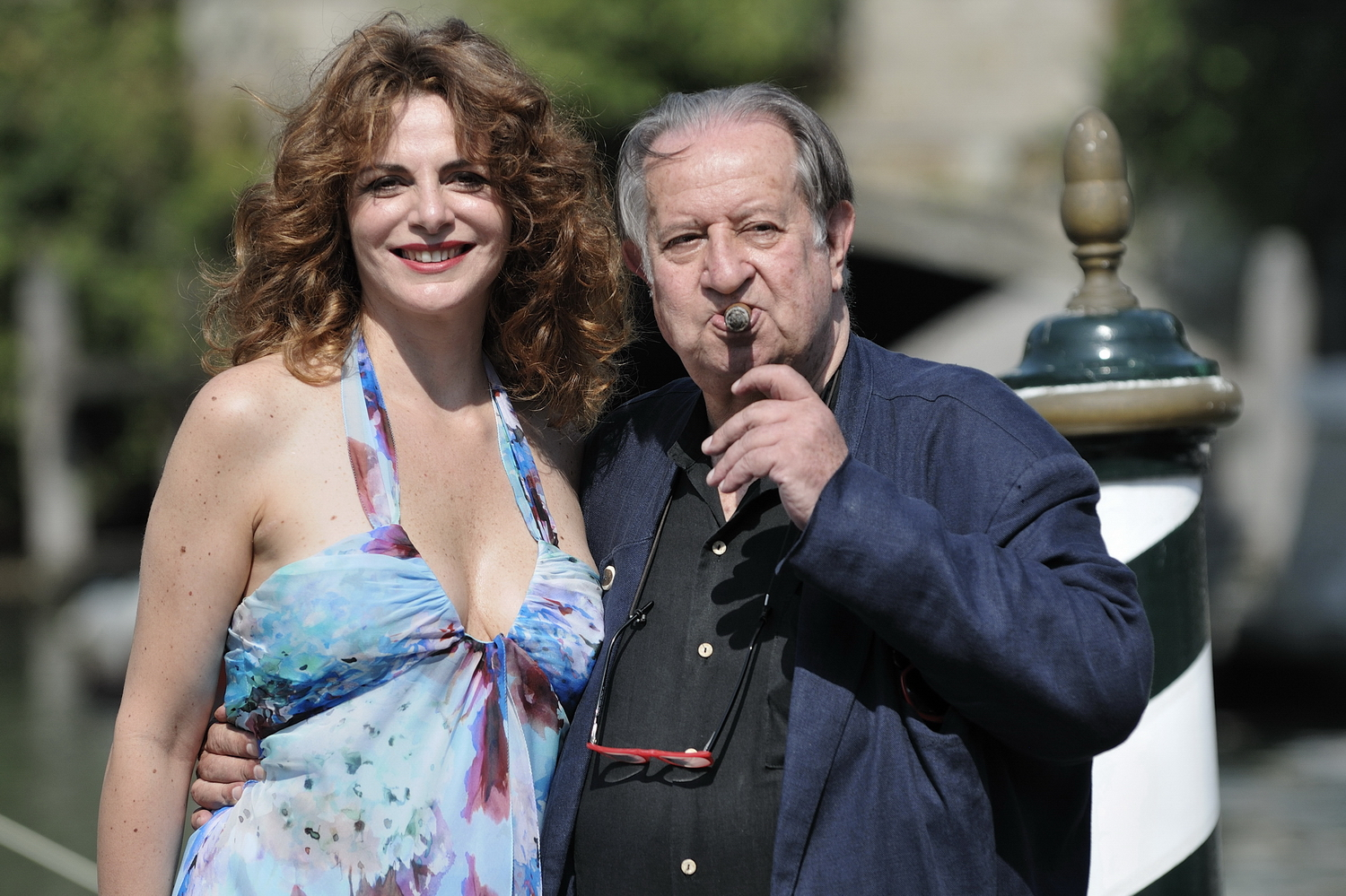
Tinto Brass mit Caterina Varzi bei den Internationalen Filmfestspielen von Venedig 2009

Tinto Brass war von 1953 bis 2006 mit Carla Cipriani (1930–2006) verheiratet. Sie wirkte bei vielen seiner Filme hinter der Kamera mit, und er bezeichnete sie als seine „Muse“.

## Filmografie (Auswahl)
- 1964: Wer arbeitet, ist verloren (Chi lavora è perduto)
- 1966: Yankee (Yankee)
- 1967: Ich bin wie ich bin (Col cuore in gola)
- 1968: Attraction (Nero su bianco)
- 1970: Der Schrei (L’urlo)
- 1970: Dropout
- 1971: La vacanza
- 1976: Salon Kitty
- 1979: Caligula (Caligola)
- 1980: Sodom 2000 (Action)
- 1983: The Key – Der Schlüssel (La chiave)
- 1985: Miranda
- 1987: Die italienische Affäre (Capriccio)
- 1988: Snackbar Budapest (Snack Bar Budapest)
- 1991: Paprika – Ein Leben für die Liebe (Paprika)
- 1992: Eine unmoralische Frau (Così fan tutte)
- 1994: Voyeur (L’uomo che guarda)
- 1995: P.O. Box Tinto Brass (Fermo posta Tinto Brass)
- 1998: Frivole Lola (Monella)
- 2000: Playboys (Trasgredire)
- 2002: Black Angel – Senso ’45 (Senso ’45)
- 2003: Do It! (Fallo!)
- 2005: Monamour